# Gary Magnée
Gary Magnée (12 oktober 1999) is een Belgisch voetballer die bij voorkeur als rechtsachter wordt uitgespeeld. Sinds augustus 2024 komt hij uit voor Cercle Brugge. 

## Carrière

### Jeugd
Magnée maakte in het seizoen 2015/16 deel uit van de jeugdploegen van Club Brugge, hier vertrok hij echter in 2016 op 16-jarige leeftijd om zich aan te sluiten bij de jeugd van KRC Genk. Bij Genk kon Magnée zich echter niet doorzetten tot het eerste elftal. Na twee seizoenen in de jeugd van Genk gespeeld te hebben maakte hij de overstap naar KAS Eupen. Na hier één seizoen bij de beloften te hebben gespeeld haalde coach Beñat San José hem bij het eerste elftal. 

### KAS Eupen
Magnée mocht op 25 september 2019 officieel debuteren voor Eupen in de Beker van België, in de wedstrijd tegen amateurclub Cappellen FC speelde hij 120 minuten, inclusief de verlengingen. Eupen wist zich uiteindelijk te plaatsen voor de volgende ronde door met penalty's te winnen. In maart 2020 werd zijn contract verlengt tot de zomer van 2022. Op 26 december 2020 mocht Magnée in competitieverband debuteren met een basisplaats in de wedstrijd tegen Club Brugge. Op 10 februari 2021 scoorde Magnée zijn eerste doelpunt in zijn profcarrière, hij mocht van coach San José starten in de basis in de bekerwedstrijd tegen Olympic Club Charleroi. Eupen wist de wedstrijd met 5-1 te winnen en zich zo te plaatsen voor de kwartfinales, met een goal en ook nog eens 3 assists had Magnée hier een groot aandeel in. In het seizoen 2021/22 kreeg Magnée steeds meer speelgelegenheid en wist hij zich op den duur te verzekeren van een basisplaats. Op 10 juni 2022 verlengde Eupen zijn contract met 5 seizoenen tot de zomer van 2027.

## Statistieken
| Seizoen         | Club            | Land            | Competitie      | Competitie | Competitie | Beker | Beker | Supercup | Supercup | Europees | Europees | Totaal | Totaal |
| Seizoen         | Club            | Land            | Competitie      | Wed.       | Dlp.       | Wed.  | Dlp.  | Wed.     | Dlp.     | Wed.     | Dlp.     | Wed.   | Dlp.   |
| --------------- | --------------- | --------------- | --------------- | ---------- | ---------- | ----- | ----- | -------- | -------- | -------- | -------- | ------ | ------ |
| 2019/20         | KAS Eupen       | Vlag van België | Eerste klasse A | 0          | 0          | 1     | 0     | —        | —        | —        | —        | 1      | 0      |
| 2020/21         | KAS Eupen       | Vlag van België | Eerste klasse A | 2          | 0          | 1     | 1     | —        | —        | —        | —        | 3      | 1      |
| 2021/22         | KAS Eupen       | Vlag van België | Eerste klasse A | 16         | 1          | 3     | 0     | —        | —        | —        | —        | 19     | 1      |
| 2022/23         | KAS Eupen       | Vlag van België | Eerste klasse A | 20         | 3          | 1     | 0     | —        | —        | —        | —        | 21     | 3      |
| Carrière totaal | Carrière totaal | Carrière totaal | Carrière totaal | 38         | 4          | 6     | 1     | 0        | 0        | 0        | 0        | 44     | 5      |